# Andre Williams
Pour les articles homonymes, voir Williams.
Andre Williams, nom de scène de Zephire Andre William, est un auteur-compositeur et musicien américain de hard rock, punk blues, rock 'n' roll et R&B né le 1er novembre 1936 à Bessemer (Alabama) et mort le 17 mars 2019 à Chicago (Illinois). 
Au long de sa carrière, il a collaboré avec Marvin Gaye, Stevie Wonder, Edwin Starr et Ike Turner.

## Biographie
Zephire Andre Williams est né le 1er novembre 1936 à Bessemer dans l’État d’Alabama. Orphelin à six ans à la suite du décès de sa mère, il est recueilli par son oncle et sa tante qui l’élèveront. À seize ans, il part habiter Détroit, où il fait la connaissance de Jack et Devora Brown, propriétaires de Fortune Records, un établissement à l'arrière d'un salon de coiffure. 

### Carrière
En 1955, Andre Williams devient chanteur d’un groupe, The 5 Dollars, groupe produit chez Fortune Records. Même si les premiers titres affichent « Andre Williams and the Don Juans », Bacon Fat et Jail Bait sont des réalisations en solo. Bacon Fat se classe #9 au Billboard dans la liste R&B en 1957. À cette époque, on le surnomme Mr. Rhythm. Bacon Fat, qu’il a écrit et composé seul, connaît un tel succès que son label vend la chanson à Epic Records, qui sort le single Bacon Fat/Just because of a Kiss. En 1960, Fortune Records édite un LP compilant tout son travail en compagnie des Don Juans, qui agrandit le succès d’Andre Williams : intitulé JailBait. La chanson parle d'un homme qui se justifie devant le juge d’un tribunal. En 1960, il sort Rosa Lee, qui paraît chez Motown. Un peu plus tard, il travaille avec Stevie Wonder et cosigne sa première chanson Thank You (for Loving Me All the Way). En 1963, Williams sort Shake a Tail Feather, nouveau un grand succès, repris par the Five Du-Tones et Ike and Tina Turner. Il travaille encore à quelques titres qui se vendent bien, supervise deux albums du groupe The Contours, et devient également manager et roadie de Edwin Starr, est producteur et auteur-compositeur et producteur pour la Motown. En 1966, Williams sort deux albums pour le label Avin Record, puis deux autres pour Wingate Record, Loose Juice et Do it, puis un suivant pour Ric-Tic Records en 1967 : You Got It and I Want It. Deux ans plus tard, il signe sur le label Chicagoan Chess Records (label de Howlin' Wolf) et collabore avec George Clinton. La collaboration avec Chess Records se passe bien, Andre joue dans de nombreux clubs, sort les succès Humpin' Bumpin' and Thumpin' ou encore Cadillac Jack, puis collabore avec plusieurs autres labels de musique afro-américaine ; c’est à cette époque que sortent Sweet Little Pussy Cat et Rib Tips, Pts. 1 & 2. Dans la décennie de 1970, Williams écrit pour les groupes Parliament et Funkadelic, puis retravaille avec Ike Turner en tant que producteur. Dans la décennie de 1980, Andre Williams vit à Chicago, connaît la pauvreté dans les affres de l’addiction à la drogue et à l’alcool, et finit gueux sous un pont. En 1996, il sort Mr. Rhythm, une compilation qui marque son retour à l'avant de la scène. Il adapte dès lors son style et sort l'album Silky, album hard rock. En 1999, il collabore avec Bloodshot Records et enregistre Red Dirt, album country en compagnie de The Sadies dans lequel figure le classique Psycho. En l'an 2000, Andre Williams sort The Black Godfather en compagnie de The Dirtbombs. Sa carrière reprend, et son nouveau surnom est « The Black Godfather ». En 2001, il se convertit au judaïsme et discute de circoncision, puis retourne sur scène en 2002–2003 Cette année-là, il sort The Black Godfather (en compagnie du groupe The Countdowns).

### Tournées
Andre Williams part en tournée à partir de 2001, puis en 2005 et 2006, et termine un album qui sort en 2008, Can You Deal With It, paru chez Bloodshot Records. En 2010, il sort une autre reprise, The Way You Dog Me Around pour une compilation Daddy Rockin Strong: A Tribute to Nolan Strong & The Diablos. En 2007, celui dont l'un des pseudonymes est Rudibaker or "Rutabaga", est la vedette d’un documentaire intitulé Agile Mobile Hostile: A Year with Andre Williams. En 2012, Andre Williams est toujours actif, et effectue toujours des tournées : il sort deux albums cette année-là, et un Best of en téléchargement payant sur le site de son Label. En août 2013, Andre Williams entame une tournée, européenne à partir du mois d’octobre, puis enregistre le titre Waterpipe, une lecture récitative, collaboration au nouvel album du groupe néerlandais NO blues.).

### Décès
Andre Williams meurt à Chicago le 17 mars 2019.

## Discographie
- 1960 : Jail Bait
- 1986 : Bacon Fat
- 1990 : Directly from the Streets
- 1994 : Mr. Rhythm is Back
- 1996 : Mr. Rhythm
- 1996 : Greasy
- 1998 : Silky
- 1999 : Red Dirt avec The Sadies
- 2000 : The Black Godfather
- 2000 : Fat Back & Corn Liquor
- 2001 : Bait & Switch
- 2006 : Aphrodisiac (avec The Diplomats of Solid Sound)
- 2008 : Can You Deal with It? (avec The New Orleans Hellhounds)
- 2010 : That's All I Need[13]
- 2012 : Hoods and Shades
- 2012 : Life
- 2012 : Night & Day (avec The Sadies)
- 2013 : Bad Motherfucker (avec The Goldstars, « Live at The Slow Club, Freiburg, Germany »)
- 2013 : Waterpipe (participation à l’album : lectures, récitatif, collaboration au nouvel album Arabicana du groupe NO blues).
- 2016 : I Wanna Go Back to Detroit City (3 juin 2016[14])
- 2016 : Don't Ever Give Up

### Hors séries
- 2003 : Holland Shuffle (Live)
- 2007 : The monkey speaks his mind, reprise de Dave Bartholomew
- 2012 : Nightclub (avec The Goldstars) : uniquement disponible sur internet dans un premier temps, l'album est sorti et disponible dès l'année suivante, disponible à la sortie de scène à partir de Novembre 2013)
- 2013 : Bad Motherfucker en concert avec The Goldstars au Slow Club, Fribourg (Allemagne)
- 2013 : Bad Motherfucker (avec The Gold Stars)

## Publication

### En anglais
- 2009 : Sweets and Other Stories  (ISBN 9780965977722), préface de Nick Tosches (Kicks Books).